# 冷血十三鷹
《冷血十三鹰》，是1978年香港邵氏公司出品，由孫仲執導，狄龙、傅声、谷峰等主演之香港武打電影。影片主要讲述黑幫鐵船幫中的戚明星因为一些事情，想脱离黑幫鐵船幫，但是随后却遇到了仇人，于是他和仇人一起除掉鐵船幫的故事。该影片根据秦红的小说进行改编。

## 電影內容
鐵船幫的戚明星因为很多原因，决定离开鐵船幫，但是在其逃亡的时候，意外的遇到了卓一帆，而这个卓一帆的妻子就是被鐵船幫的人所杀，并且卓一帆的妻子被杀的时候，他在现场，但是却无法阻止。
随后，二人经过交谈，决定将鐵船幫除掉，为江湖除害。
而后通过二人的努力，他们终于击败了鐵船幫，而后戚明星为了赎罪，用计死在了卓一帆的手中……

## 演员表
- 狄龍 飾 黑鷹戚明星
- 傅聲 飾 卓一帆
- 谷峰 飾 越西鴻
- 王龍威 飾 禿鷹閻霖
- 高雄 飾 藍鷹萬達
- 狄威 飾 紅鷹翟自強
- 唐炎燦 飾 白鷹辛松
- 林輝煌 飾 無尾鷹鄧興
- 惠天賜 飾 貓頭鷹仇高成
- 陳龍 飾 人面鷹方輝
- 元兵 飾 青鷹尤冠雄
- 張國華 飾 沖天鷹彭道生
- 張有 飾 獨眼鷹呂緒
- 陸劍明 飾 灰鷹範倫
- 黃培基 飾 黃鷹連金銘
- 於榮 飾 鬼見愁王安
- 施思 飾 王小鳳
- 楊志卿 飾 司馬鑫
- 歐陽莎菲 飾 司馬伕人
- 甄妮 飾 司馬玉琴
- 尤翠玲 飾 司馬小妹
- 唐佳 飾 金槍陶德標
- 呂紅 飾 王安母親
- 洪玲玲 飾 王安妻子[4]

## 外部連結
- 香港影庫上《冷血十三鹰》的資料（繁體中文）
- 豆瓣电影上《冷血十三鹰》的資料 （简体中文）
- 互联网电影数据库（IMDb）上《冷血十三鹰》的资料（英文）
- 烂番茄链接 （页面存档备份，存于）